# Ejinao'er
Ejinao'er (kinesiska: 额吉淖尔, 额吉淖尔苏木) är en socken i Kina. Den ligger i den autonoma regionen Inre Mongoliet, i den norra delen av landet, omkring 630 kilometer nordost om regionhuvudstaden Hohhot.
Genomsnittlig årsnederbörd är 424 millimeter. Den regnigaste månaden är juni, med i genomsnitt 109 mm nederbörd, och den torraste är februari, med 4 mm nederbörd.